# Ryszard Jaśniewicz

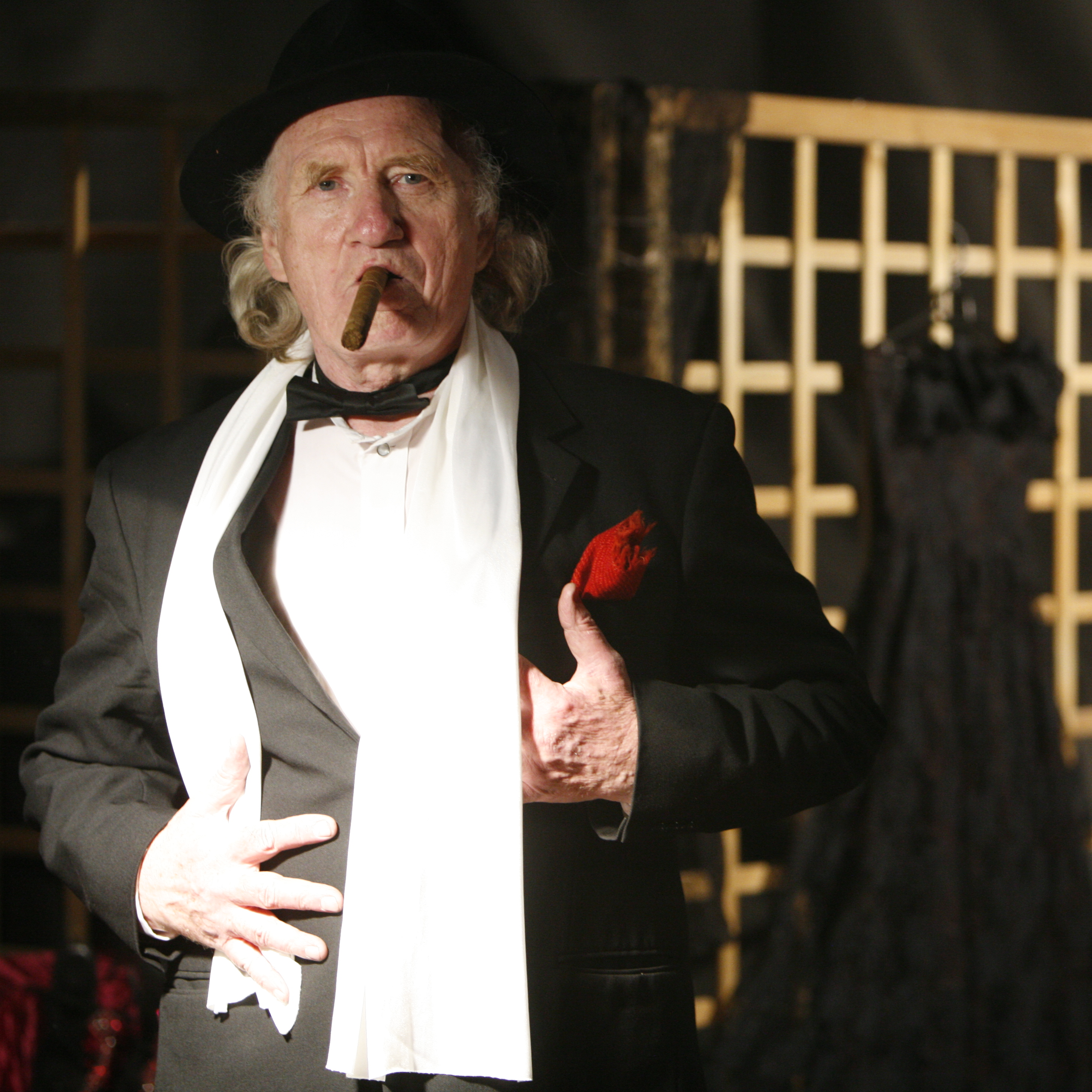
Bengtsson, 2009

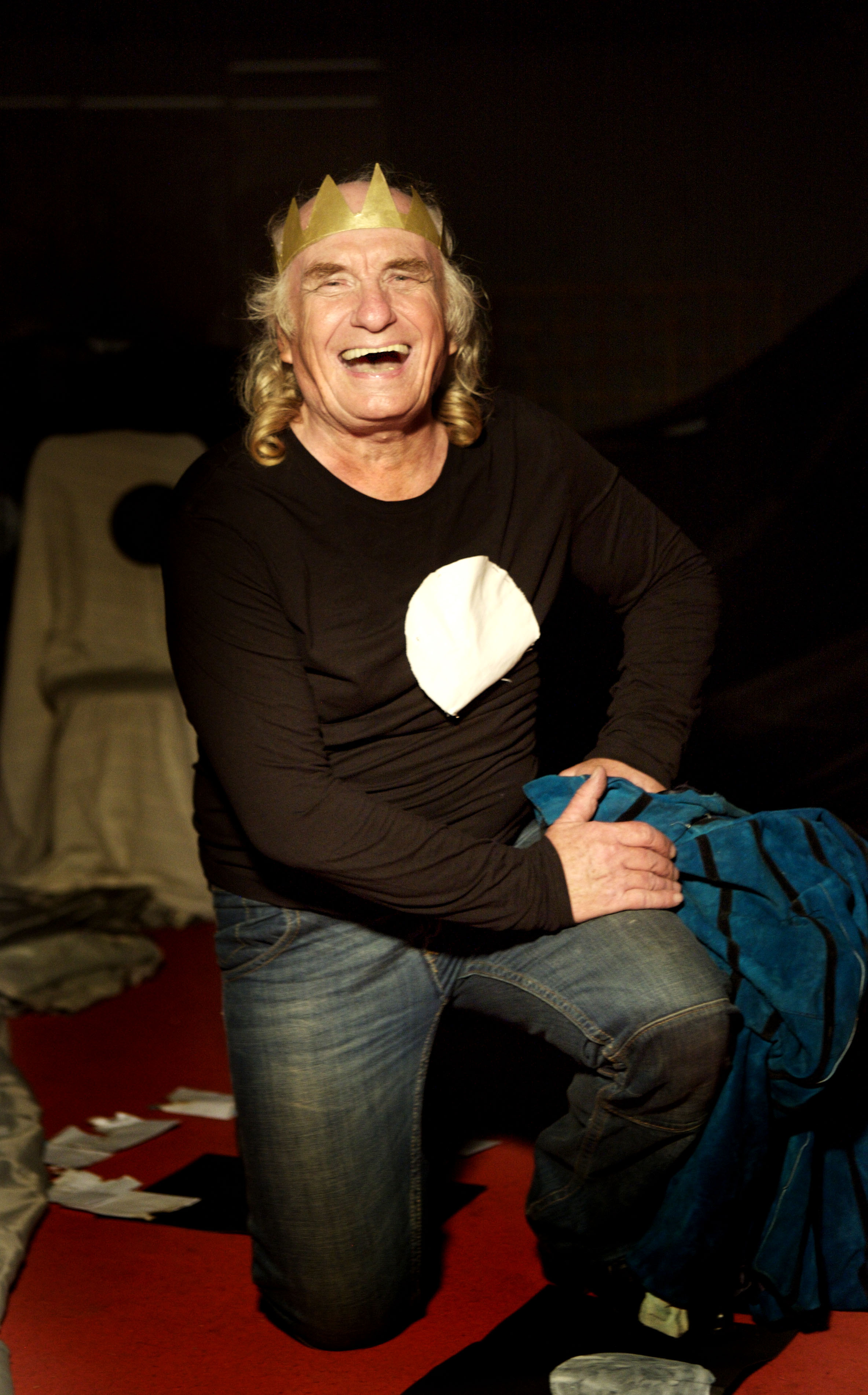
Ja, Lir, 2010

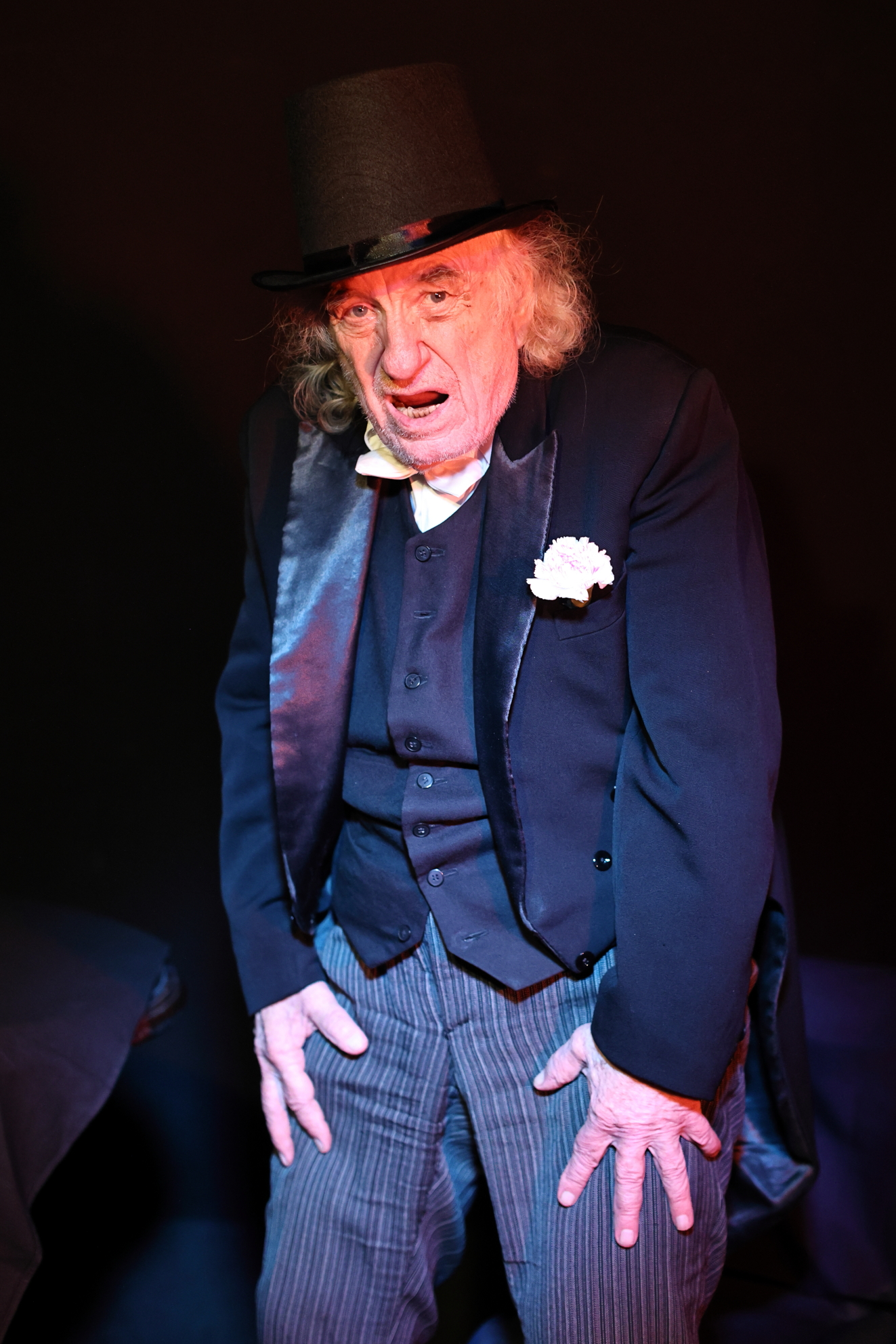
Budowniczy, 2021

Ryszard Jaśniewicz (ur. 15 października 1939 w Nowogródku, zm. 4 listopada 2021 w Gdańsku) – polski aktor, reżyser, dramaturg, poeta i pedagog. Związany m.in. z teatrami dramatycznymi we Wrocławiu, Bydgoszczy, Słupsku i – najdłużej – z Teatrem Wybrzeże w Gdańsku. W 1999 wraz z żoną – Gabrielą Pewińską-Jaśniewicz – stworzył Teatr z Polski 6, na scenie którego wystawił siedemnaście monodramów.

## Życiorys
Zadebiutował w wieku 17 lat w Teatrze Lalki i Aktora „Miniatura” w Gdańsku (1957–1959). W latach 1960–1964 studiował w Państwowej Wyższej Szkole Teatralnej w Krakowie, gdzie ukończył dwa kierunki: lalkarski i aktorski.
Grał m.in. w teatrze dramatycznym we Wrocławiu (obecna nazwa: Teatr Polski) w latach 1964–1968, w Lubuskim Teatrze im. Leona Kruczkowskiego w Zielonej Górze (1968–1971), w Teatrze Polskim w Bydgoszczy (gościnnie, w 1980 jako Chłopicki w Warszawiance), w Teatrze Wybrzeże w Gdańsku (1971–1983), w Teatrze Miejskim w Gdyni (gościnnie, 1993–1995), w Słupskim Teatrze Dramatycznym w Słupsku (1983–1988), gdzie pełnił też funkcję dyrektora artystycznego i gdzie reżyserował, oraz w Théâtre Les Déchargeurs w Paryżu (1989–1990) w Krzesłach Ionesco i Silniejszej Strindberga w jego reżyserii. Był ponadto kierownikiem artystycznym Centrum Edukacji Teatralnej w Gdańsku (1988–1992).
W latach 1971–1983 występował w gdańskim Teatrze Wybrzeże, gdzie zagrał m.in. Pankracego w Nie-Boskiej komedii, Wiktora w Połowczańskich sadach, Starikowa w Ożenku, postać tytułową w Samuelu Zborowskim, Bengtssona w Sonacie widm, Gnębona Puczymordę w Szewcach czy Edypusa w Vatzlavie. W Teatrze Wybrzeże wyreżyserował też spektakl Mniszki Eduardo Maneta (1983).
W latach 1977–1994 prowadził warsztaty i Teatr Poezji dla osób niewidomych w gdańskim Związku Niewidomych, a w latach 1990–2017 był pedagogiem w Szkole Muzycznej II stopnia w Gdańsku.
W 1999 otworzył własną scenę – Teatr z Polski 6, dla której przygotował i gdzie wystawił siedemnaście monodramów, w tym zaś: Moje serce – wielkie monologi dramatu polskiego, Wielkie pranie, Ostatnia lekcja aktorstwa, Aktor, Król, Maska czy Wariat. Jego ostatnią rolą była postać zagrana we wrześniu 2021 w monodramie Budowniczy autorstwa Gabrieli Pewińskiej, żony aktora. Grażyna Antoniewicz napisała w recenzji z tego przedstawienia: „Gra Ryszarda Jaśniewicza w monodramie Budowniczy to sztuka na granicy czarodziejstwa, pełna wirtuozerii”.
W dramacie Gabrieli Pewińskiej Pajace mówił: „Ja jestem wrogiem umierania. Scena to życie. Żyję, bo gram. Nigdy nie umrę. Śmierć w wiersz się nie wciśnie. Szekspirem ją załatwię! A może i Słowackim, kto wie? Może i Słowackim…”. Sztuka Pajace miała swoją premierę radiową 5 kwietnia 2021 w Radiu Gdańsk – wystąpił w niej wraz z Krystyną Łubieńską.
Przez 13 lat (2008–2021), w każdą pierwszą niedzielę miesiąca prowadził w oliwskim Domu Zarazy warsztaty poetyckie „Jaśniewicz recytuje, spróbuj i Ty!”.
Od 2015 uczestniczył w działalności Koła Literackiego Stowarzyszenia Nasz Gdańsk („Kącika literacko-poetyckiego”), w ramach którego prowadził warsztaty poetyckie.
Zagrał łącznie ponad 200 ról, a najbardziej spełniał się w wielkich monologach romantycznych. Jego ostatnimi słowami, które wypowiedział na scenie podczas premiery monodramu Budowniczy w oliwskim Domu Zarazy, były: „Jestem Teatrem!”. W 2021 ukazał się zbiór Wiersze teatralne – jego poetycki testament. Utwór Teatr kończy się słowami: „Teatr jest moim zmartwychwstaniem. Jestem Teatrem”. Podczas pogrzebu Ryszard Jaśniewicz pożegnał się z żałobnikami zarejestrowanym na trzy tygodnie przed śmiercią nagraniem ulubionego monologu Samuela Zborowskiego z dramatu Juliusza Słowackiego (premiera w Teatrze Wybrzeże w 1977).
Grał główne role u wybitnych reżyserów, takich jak: Marek Okopiński, Adam Hanuszkiewicz, Stanisław Hebanowski, Jerzy Jarocki,

Jerzy Hoffmann,

Maria Straszewska, Jakub Rotbaum czy Krystyna Meissner. Napisał kilkanaście sztuk teatralnych, projektował też scenografie.
Pierwszym spektaklem, w którym wziąłem udział, był Flisak i Przydróżka. Kazano mi znosić z podestu piękną Syrenkę. Tyle razy ją nosiłem, ze spektaklu na spektakl, że się zakochałem. Nie tylko w tej dziewczynie, ale i w teatrze. Tamta młodzieńcza miłość do sceny wciąż trwa

27 marca 2022 w Domu Zarazy w Gdańsku została zainaugurowana działalność sceny teatralnej im. Ryszarda Jaśniewicza.

## Teatr z Polski 6
W 1999 zainaugurował w Sopocie własną scenę – Teatr z Polski 6. Od 2008 wszystkie monodramy wystawiał na scenie w Domu Zarazy w Gdańsku-Oliwie.
Spektakle i monodramy Teatru z Polski 6 w reżyserii i wykonaniu Ryszarda Jaśniewicza:
- 1999 – monodram Sukinsyn zrealizowany z okazji stulecia urodzin Ernesta Hemingwaya;
- 2001 – Falstaff – monodram poświęcony postaci ze sztuk Williama Szekspira;
- 2003–2008 – przerwa w działalności scenicznej związana z chorobą i operacją serca;
- kwiecień 2008 – monodram Moje serce – wielkie monologi dramatu polskiego[19];
- wrzesień 2008 – monodram Żegnaj przyjacielu według Sergiusza Jesienina[20];
- kwiecień 2009 – monodram Bengtsson (tekst własny)[21];
- wrzesień 2009 – monodram Wielkie pranie, czyli komedia z wojny (tekst Ryszard Jaśniewicz);
- 2010 – monodram Ja, Lir według Williama Szekspira;
- 2011 – monodram Fatalista według Denisa Diderota;
- 2012 – monodram Rewolta (tekst Ryszard Jaśniewicz);
- 2012 – Antygona – spektakl wystawiony przez uczestników warsztatów „Jaśniewicz recytuje, spróbuj i Ty!”, reż. Ryszard Jaśniewicz[22];
- 2013 – monodram Przyjęcie (tekst Ryszard Jaśniewicz);
- 2013 – Teatrzyk Zielona Gęś – spektakl uczestników warsztatów „Jaśniewicz recytuje, spróbuj i Ty!”, reż. Ryszard Jaśniewicz;
- 2014 – monodram Dyktator (tekst Ryszard Jaśniewicz)[23];
- 2015 – monodram Ostatnia lekcja aktorstwa (tekst Ryszard Jaśniewicz), z gościnnym udziałem uczestników warsztatów „Jaśniewicz recytuje, spróbuj i Ty!”;
- 2016 – monodram Jubileusz (tekst Ryszard Jaśniewicz);
- 2017 – monodram Aktor według tekstu Gabrieli Pewińskiej;
- 2018 – monodram Król według tekstu Gabrieli Pewińskiej;
- 2019 – czytanie performatywne – wraz z Krystyną Łubieńską[9] – sztuki Gabrieli Pewińskiej Pajace na scenie Teatru BOTO w Sopocie;
- 2019 – monodram Maska według tekstu Gabrieli Pewińskiej na jubileusz 55-lecia pracy scenicznej[24][25];
- 2019 – czytanie performatywne – wraz z Krystyną Łubieńską – sztuki Pajace w Dworku Sierakowskich w Sopocie;
- 2020 – monodram Wariat według tekstu Gabrieli Pewińskiej[26];
- 2021 – emisja – wraz z Krystyną Łubieńską – słuchowiska Pajace według sztuki Gabrieli Pewińskiej w Radiu Gdańsk;
- 2021 – monodram Budowniczy według tekstu Gabrieli Pewińskiej[8].

Moi Mistrzowie… nauczyli mnie, że teatr jest sztuką iluzji, że to co się dzieje na scenie to świat nie do końca dostępny zmysłom. Że teatrem może być jedno słowo. Jedno dobrze wypowiedziane słowo może tworzyć gigantyczne konstrukcje!

## Filmografia
Na podstawie źródła:
- Czterej pancerni i pies, 1966, odc. 5., „Rudy”, miód i krzyże, serial fabularny (epizod: żołnierz naprawiający radiostacje)
- Fatalista, 1967, telewizyjny film fabularny
- Królowa Bona, 1981, odc. 5., serial fabularny (epizod)
- Ostatnie tygodnie, ostatnie dni, ostatnie godziny, 1981, spektakl telewizyjny
- Maria Stuart, 1991, spektakl telewizyjny
- Księga Krzysztofa Kolumba, 1992, spektakl telewizyjny
- Lokatorzy, 2002, odc. 127., Sprawa testamentu, serial fabularny (epizod: ksiądz)

## Publikacje
- Ryszard Jaśniewicz, Wiersze teatralne, Wydawnictwo „Kojot i kruk”, Gdańsk 2021[29][30]

Gram, bo jestem aktorem

A ze sceny zejdę dopiero wtedy

Gdy na Najwyższej Scenie

Będą potrzebowali

Don Juana Samuela

Edypa Odysa Króla

Wariata
Scena, [w:] Wiersze teatralne 

## Nagrody i wyróżnienia
Na podstawie źródeł:
- 1982: Nagroda Wojewody Gdańskiego
- 1986: odznaka „Zasłużony Działacz Kultury”
- 1988: nagroda słupskiego Wydziału Kultury i Sztuki
- 1994: Nagroda Prezydenta Gdyni
- 2016: odznaka honorowa „Zasłużony dla Kultury Polskiej” od Ministra Kultury i Dziedzictwa Narodowego
- 2019: Medal Prezydenta Miasta Gdańska
- 2020: Nagroda Specjalna Marszałka Województwa Pomorskiego „za wybitne zasługi w dziedzinie twórczości artystycznej oraz upowszechniania i ochrony kultury na rzecz mieszkańców województwa pomorskiego”